# Присурський
Прису́рський (рос. Присурский, ерз. Присурский) — селище у складі Беликоберезниківського району Мордовії, Росія. Входить до складу Великоберезниківського сільського поселення.

## Населення
Населення — 251 особа (2010; 226 у 2002).
Національний склад (станом на 2002 рік):
- росіяни — 70 %
- ерзяни — 28 %